# Europeiska kvinnounionen
Europeiska kvinnounionen (EUW) är en svensk kvinnoförening, bildad 1961. 
Det är den svenska avdelningen av den europeiska organisationen känd som Europäischen Frauen Union (EFU), European Union of Women (EUW)/European Women Association (EWA) eller Union Européenne Féminine (UEF), som bildades 1953 som en paraplyorganisation för konservativa kvinnliga politiker så som moderater och kristdemokrater. 